# امضبيانة

تعديل مصدري - تعديل

امضبيانة هي إحدى قرى عزلة جيشان بمديرية جيشان التابعة لمحافظة أبين، باليمن. بلغ تعداد سكانها 80 نسمة حسب تعداد اليمن لعام 2004، وأصبح 107 نسمة في 2014م.